# تئودورا

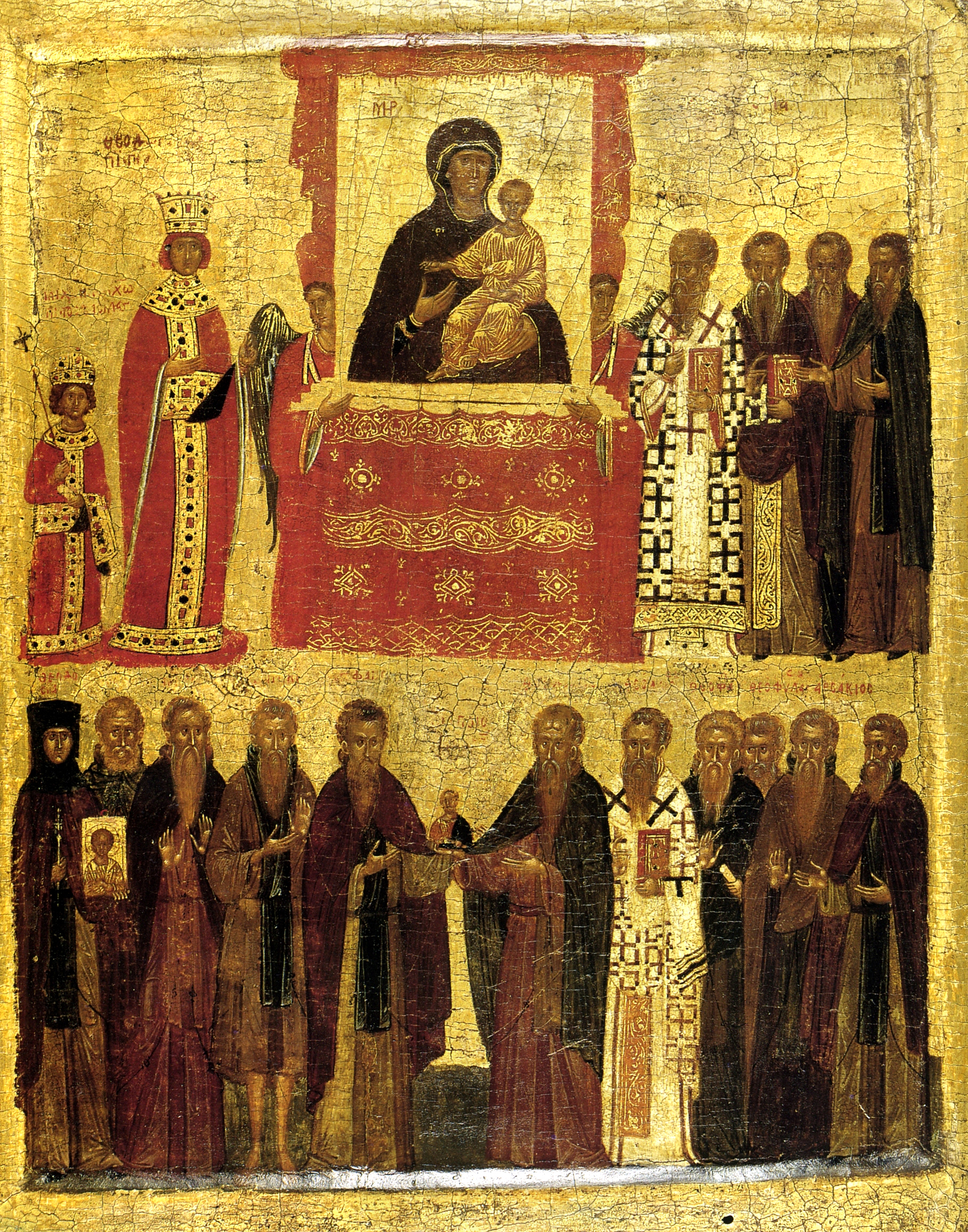
نگاره‌ای از قرن پانزدهم در موزه بریتانیا که تئودورا را در حالی که میخائیل کوچک را در بغل دلرد در گردهمایی درباریان نشان می‌دهد.

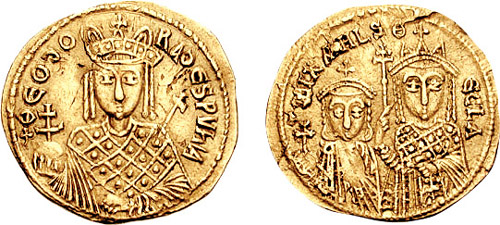
نقش تئودورا و پسرش میخائیل سوم در یک سکه و دخترش در سکه دیگر

تئودورا (۱۹۴ خورشیدی تا پس از ۲۴۶ خورشیدی) همسر تئوفیلوس امپراتور بیزانس بود. وی از نژاد ارمنی و خواهر بارداس و پترناس بود. وی از ازدواج با تئوفیلوس دارای ۵ پسر و ۲ دو دختر شد که جوانترین ایشان میخائیل در دو سالگی جانشین پدر شد. پس از مرگ شوهر، میخائیل تنها دو سال داشت بنابراین تئودورا نایب‌السلطنه و همزمان به عنوان امپراتور مشترک امپراتوری شد، اما به دلیل خشونت‌های بی‌اندازه‌اش کم‌کم بدبینی‌ها را نسبت به خود افزایش داد، و در نتیجه میخائیل بارداس، دایی خود و برادر ملکه را جانشین مادر کرده ولی هیچ تغییری در قدرت امپراتریس در مقامش به عنوان امپراتور مشترک با پسرش نکرد ولی ملکه با بی رحمی بسیارش و رنج دادن اشراف امپراتور میخائیل مادر را به دیری فرستاد و به امپراتوری مادرش پایان داد. باسیلیوس پس از کشتن بارداس و میخائیل سوم، تئودورا را نیز کشت.